# La Machine à désintégrer
La Machine à désintégrer (titre original : The Disintegration Machine) est une nouvelle de science-fiction d'Arthur Conan Doyle, initialement publiée en janvier 1929 dans le Strand Magazine. La nouvelle paraît en français en 1930 sous le nom La Machine à désintégrer dans un recueil de nouvelles intitulé La Ville du gouffre (éditions Albin Michel).
Il s'agit du cinquième et dernier récit mettant en scène le professeur Challenger.

## Résumé
La nouvelle est narrée par Ned Malone, journaliste. Celui-ci a été envoyé par son rédacteur en chef, McArdle, à la rencontre du professeur Challenger pour mobiliser ses connaissances scientifiques. Un Letton du nom de Théodore Nemor, résidant à Hampstead (Londres), affirme en effet avoir inventé une machine capable de désintégrer n'importe quel objet, puis de le recomposer dans son état initial. Si cette affirmation est véridique, cette invention révolutionnaire pourrait notamment donner un avantage militaire exceptionnel à la nation qui saurait la mettre à profit pour détruire une armée adverse. McArdle souhaite que son reporter aille découvrir cette machine en présence du professeur Challenger pour attester de son existence et de son efficacité.
Malone et Challenger se rendent sur place et constatent que l'inventeur est en négociation avec des représentants russes pour vendre sa fabuleuse découverte. Nemor fait mauvaise impression à Malone, qui le décrit comme un homme au visage de conspirateur, boutonneux, blafard, bavant et répugnant. Lorsque Nemor se libère pour échanger avec Challenger et Malone, un accord commercial a d'ores et déjà été conclu. L'ingénieur affirme qu'il suivra les acquéreurs où bon leur semblera pour faire fonctionner son appareil quel qu'en soit le but.
Face à l'incrédulité de Challenger, qui soupçonne une supercherie relative à cette invention, Nemor lui montre la machine et propose au professeur de s'asseoir sur une chaise pour être lui-même désintégré puis « recomposé ». Malone, fervent admirateur de Challenger, préfère être l'objet de cette expérimentation pour éviter de mettre en danger la vie de l'un des plus grands scientifiques britanniques. L'opération a lieu : Malone a le sentiment d'être brièvement plongé dans un brouillard et ne se rend pas compte qu'il a été désintégré pendant plusieurs minutes avant d'être recomposé à l'identique. Challenger, stupéfait, peut en revanche attester de la réussite de l'expérience. Les rôles sont ensuite inversés et Malone assiste à la désintégration puis la recomposition de Challenger. Toutefois le Letton, agacé par le comportement du professeur à son égard, s'amuse à le faire réapparaître sans pilosité. Challenger, choqué d'avoir perdu ses cheveux et sa barbe, menace Nemor qui termine l'expérience en redonnant à Challenger son apparence initiale.
Challenger se plaint d'un léger dysfonctionnement de la machine et affirme qu'un courant électrique se ressent lorsque l'on est assis sur la chaise de la machine, ce qui serait le signe d'une déperdition électrique. Nemor, surpris par cette affirmation, s'assied à son tour sur la chaise : Challenger active immédiatement la machine pour désintégrer l'inventeur. N'ayant volontairement pas retenu la manipulation à effectuer pour procéder à une « recomposition », le professeur suggère à Malone de laisser les choses en l'état. L'inventeur letton reste ainsi à l'état de molécules dans l'air : Challenger juge avoir bien agi pour empêcher Théodore Nemor de commettre de graves crimes avec cette machine.